# Philipp Gail

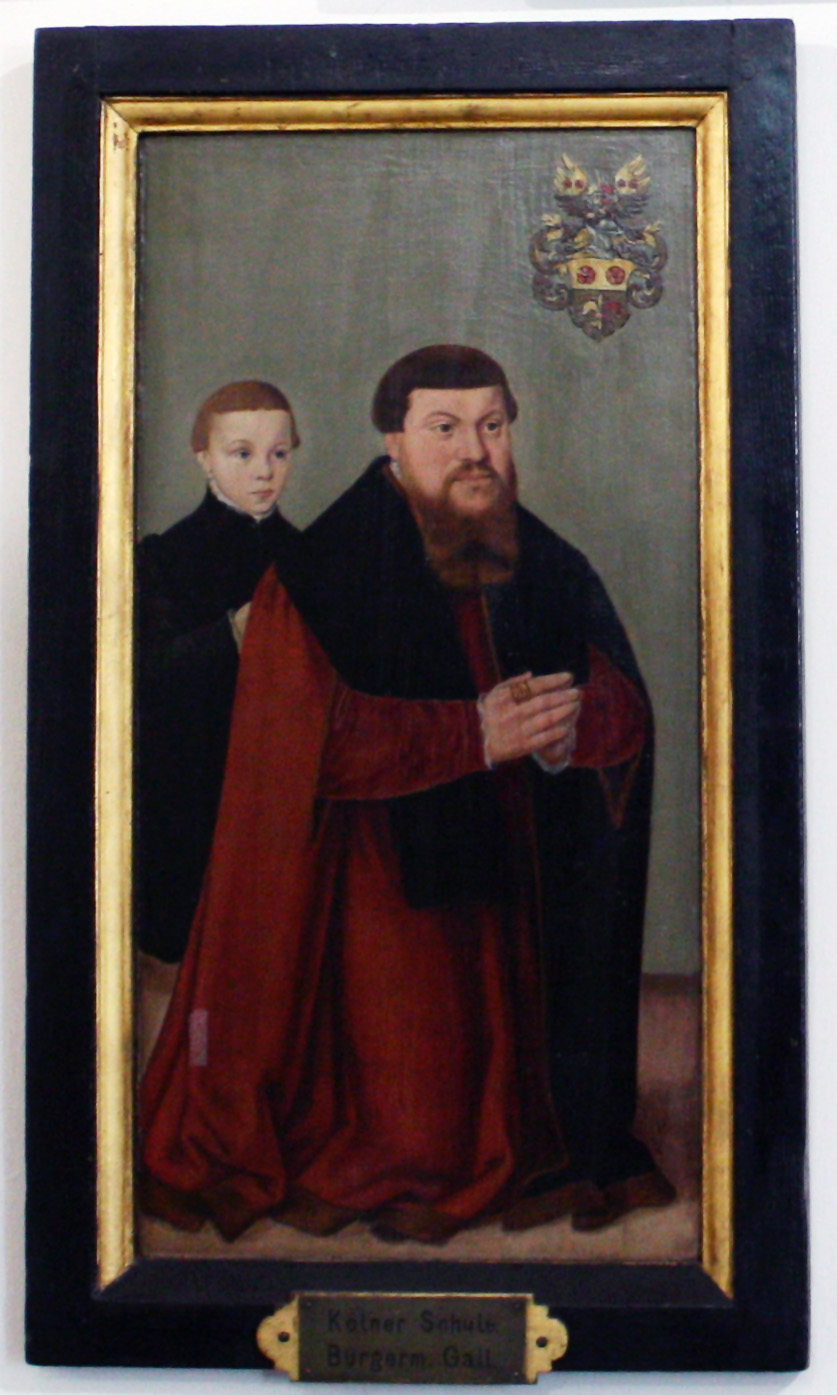
Philipp Gail und sein Sohn Philipp. „Kölner Schule“ 16. Jahrhundert

Philipp von Gail (* 11. Januar 1525 in Köln; † 29. November 1574 ebenda) war ein deutscher Kaufmann, Politiker, Ratsherr und Bürgermeister der Freien Reichsstadt Köln.

## Familie

Gail Familie Wappen

Philipp und Andreas von Gail (Geyl, Gayll) waren Söhne des Philipp I. von Gail und der Katharina von Mülheim. Ihr Vater war anfänglich ein kleiner Kölner Händler, den Hermann von Weinsberg noch als „schlichten Krämer“ bezeichnet haben soll.
Trotz der bescheidenen Verhältnisse der Familie ließ Gail Senior seinen Kindern eine gute Ausbildung zukommen. So entwickelte sich Philipp Gail zu einem Kaufmann, der außergewöhnlich große geschäftliche Erfolge verbuchen konnte. Neben seinem überregionalen Handel mit Spezereien, befanden sich seine Verkaufsstände vor allem auf dem südlichen Domvorplatz an der erzbischöflichen Residenz, auf dem massiert die Buden (auch „Gaden“ genannt) seiner Zunft standen.
Andreas Gail starb am 11. Dezember 1587, sein Grabmal befand sich in St. Brigiden vor dem Hochaltar. Im Jahr 1806 wurde es durch die Stadt in das Jesuitenkolleg versetzt und gelangte dann in das Erzbischöfliche Generalvikariat.

## Karriere
Philipp wurde einer der wohlhabenden Kölner Gewürzgroßhändler, die von der Bevölkerung despektierlich als „Pfeffersäcke“ bezeichnet wurden. Sein erlangtes Ansehen in der Geschäftswelt, aber auch seine Heiraten, eröffneten ihm den Zugang in die gehobenen Kreise der Kölner Gesellschaft.
Gail war in seinem relativ kurzen Leben dreimal mit Töchtern aus führenden Kölner Familien verheiratet. Aus seinen Ehen mit Elisabeth Pilgrum, Katharina Hasselt und Katherina von Reidt gingen insgesamt 10 Kinder hervor. Auch von diesen waren einige spätere Ratsherren, so Caspar jun., Gerhard jun. und Melchior; Letzterer war zwischen 1621 und 1630 Bürgermeister der Stadt Köln.
In dieser Zeit wurde Gail, Vertreter seiner Gaffel (des Fischamtes). Als solcher war Gail zwischen 1558 und 1574 Ratsmitglied und wurde sechsmal zum Bürgermeister der Stadt Köln gewählt.